# Xã Banner, Quận Woodbury, Iowa
Xã Banner (tiếng Anh: Banner Township) là một xã thuộc quận Woodbury, tiểu bang Iowa, Hoa Kỳ. Năm 2010, dân số của xã này là 1.193 người.